# Protector de bolsillo

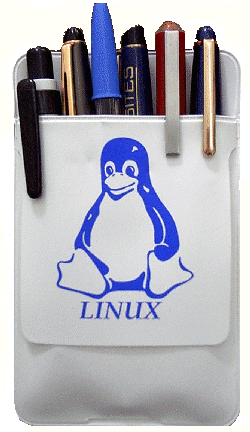
Protector de bolsillo promocionando los sistemas operativos GNU/Linux.

El protector de bolsillo es un forro de plástico que recubre a la bolsa de la camisa por la parte de adentro para protegerla del escurrimiento de la tinta de los bolígrafos. Cuenta con una solapa en que se dobla hacía el exterior de la bolsa para sujetarse, donde normalmente lleva alguna leyenda o logotipo (puede contener el nombre de la persona, el área o la empresa en donde trabaja).